# Kampen (Overijssel)
Kampen és un municipi de la província d'Overijssel, al centre-est dels Països Baixos. L'1 de gener de 2009 tenia 50.030 habitants repartits per una superfície de 161,84 km² (dels quals 20,39 km² corresponen a aigua).

## Centres de població
| Nom            | Població |
| -------------- | -------- |
| Kampen         | 32.840   |
| IJsselmuiden   | 10.310   |
| Grafhorst      | 900      |
| Wilsum         | 780      |
| Kamperveen     | * 780    |
| 's-Heerenbroek | 590      |
| Zalk           | 540      |
| Font: CBS      |          |

## Ajuntaments
| Resultats eleccions municipals | Resultats eleccions municipals | Resultats eleccions municipals | Resultats eleccions municipals | Resultats eleccions municipals | Resultats eleccions municipals |
| ------------------------------ | ------------------------------ | ------------------------------ | ------------------------------ | ------------------------------ | ------------------------------ |
| Partit                         | % 2002                         | % 2006                         | Z. 2002                        | Z. 2006                        |                                |
| ChristenUnie                   | 19,3                           | 20,9                           | 6                              | 6                              |                                |
| CDA                            | 24,8                           | 18,1                           | 7                              | 6                              |                                |
| PvdA                           | 17,2                           | 18,0                           | 5                              | 5                              |                                |
| SGP                            | 13,8                           | 11,8                           | 4                              | 3                              |                                |
| GBK                            | 10,1                           | 16,4                           | 3                              | 5                              |                                |
| GroenLinks                     | 4,8                            | 6,3                            | 1                              | 2                              |                                |
| KIJK op Kampen                 | -                              | 4,5                            | 0                              | 1                              |                                |
| VVD                            | 10,0                           | 4,0                            | 3                              | 1                              |                                |
| Total                          | 61,2                           | 67,2                           | 29                             | 29                             |                                |

## Agermanaments
- Elat
- Pápa
- Soest (Rin del Nord-Westfàlia)
- Meinerzhagen (Rin del Nord-Westfàlia)

## Galeria d'imatges

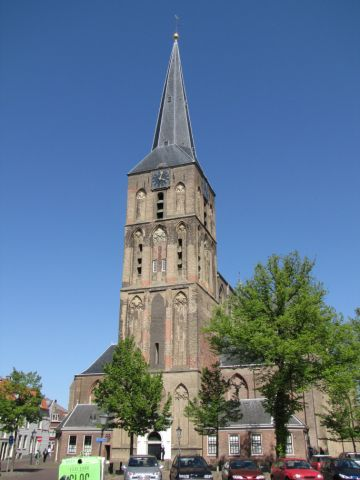
Bovenkerk
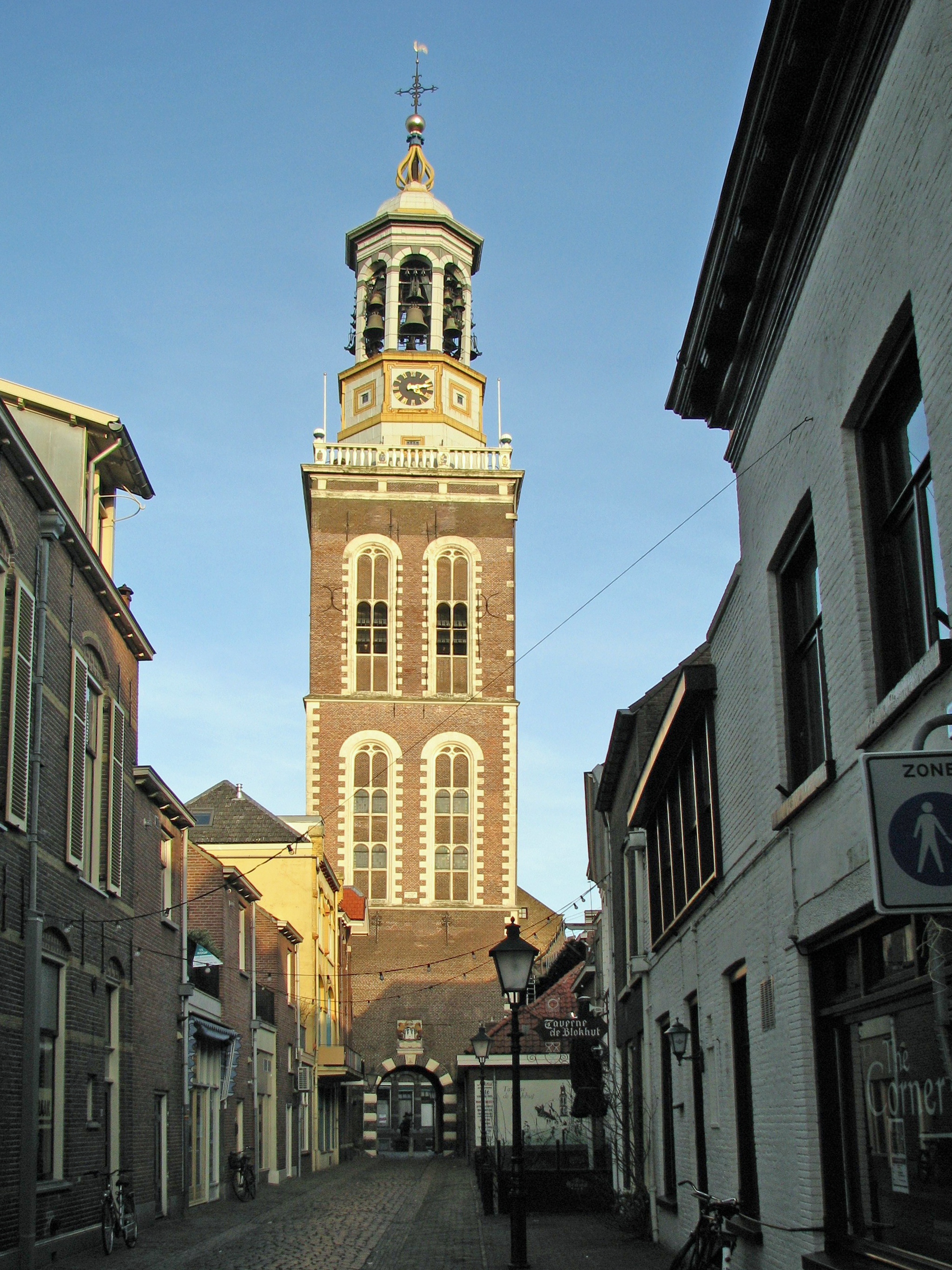
Torre Nova
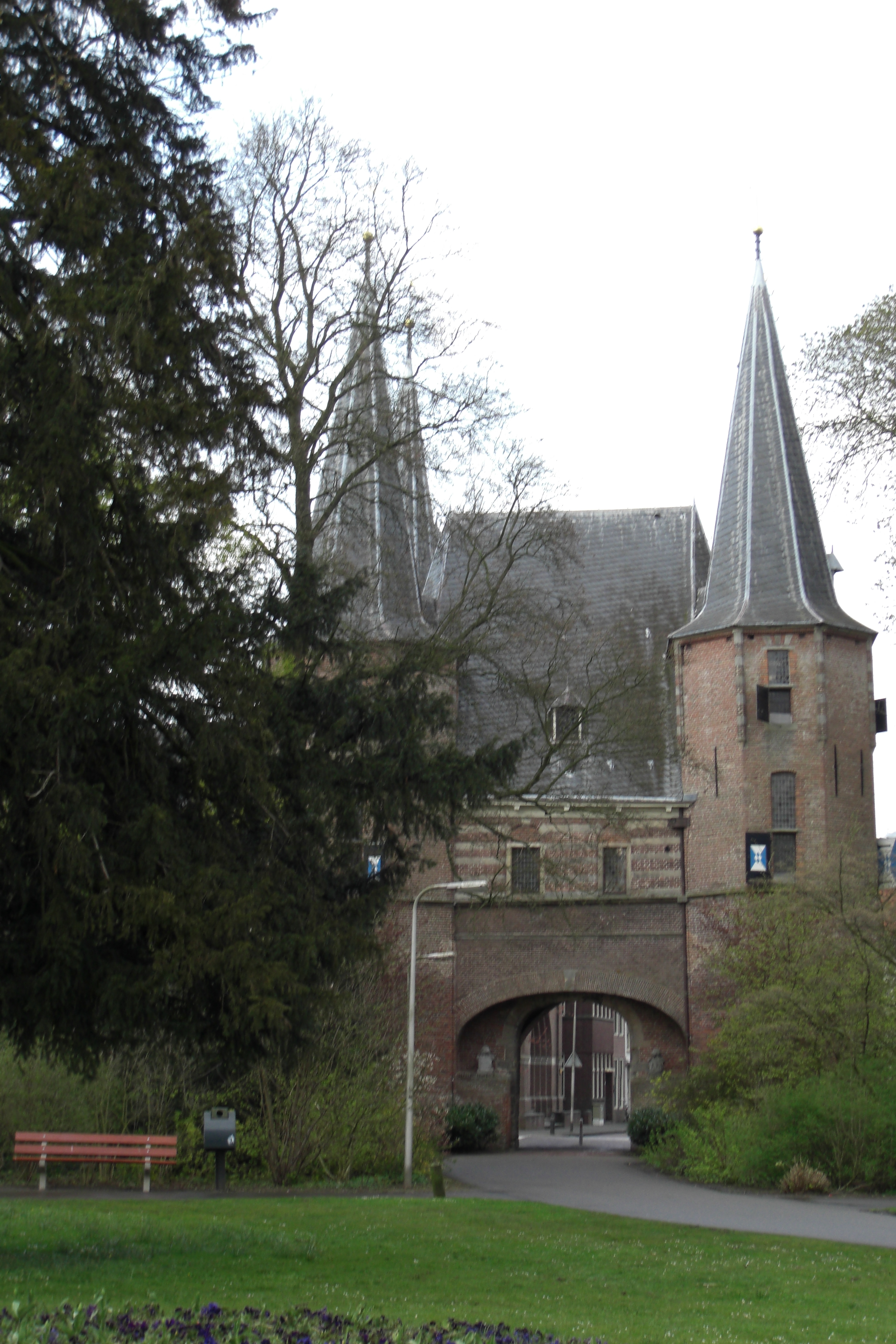
Broederpoort
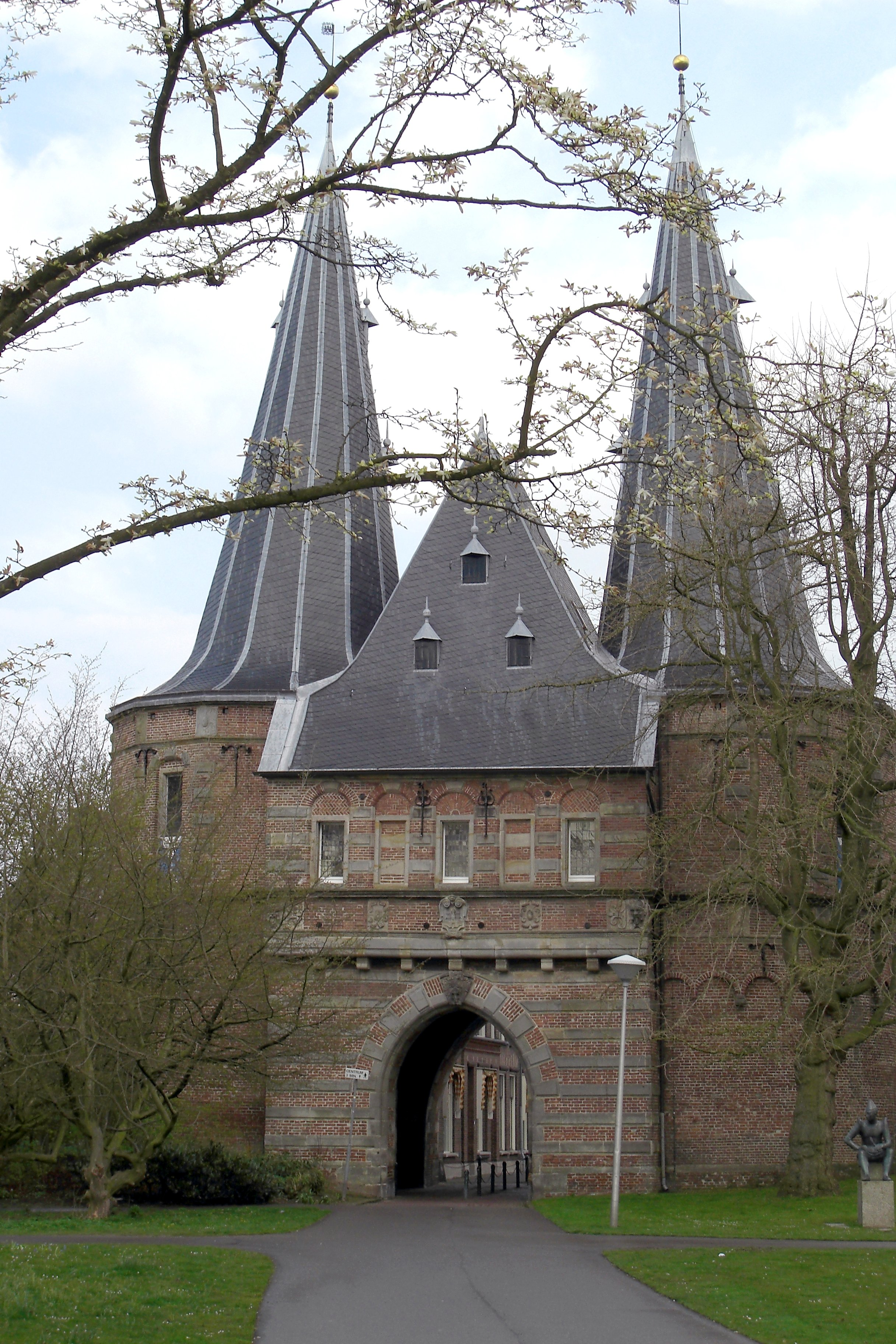
Cellesbroederpoort
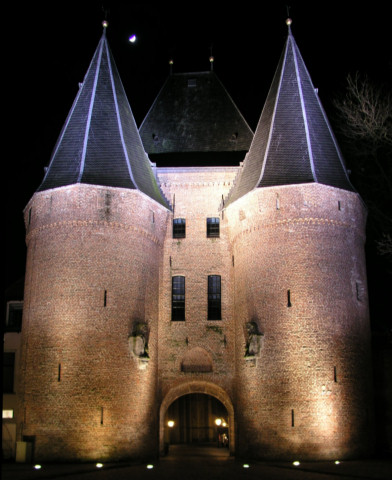
Korenmarktpoort
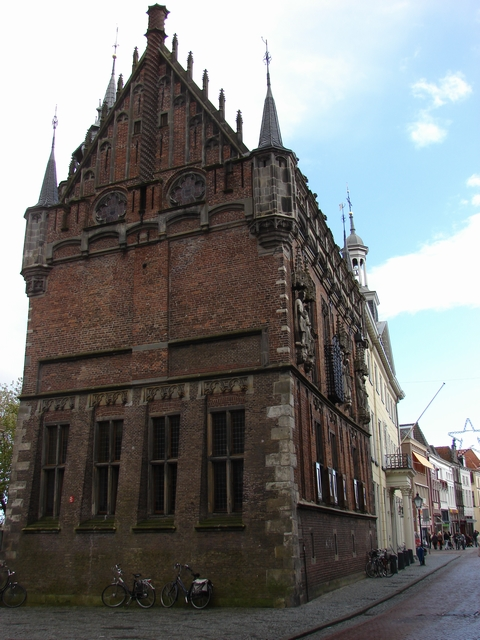
Ajuntament de Kampen